# Паровоз ИС (сайт)
Сайт «Паровоз ИС» (parovoz.com) — старейший железнодорожный сайт Рунета.

## История
Сайт был создан 22 ноября 1995 года студентом Университета штата Нью-Йорк в Стоуни-Брук в США Дмитрием Зиновьевым. Первоначально назывался «Карты и схемы железных дорог» и размещался на сервере университета. Рождение сайта позже было запротоколировано Артемием Лебедевым в его Книге рекордов НЖМД. Таким образом, «Паровоз» явился первым сайтом о Российских железных дорогах, одним из первых сайтов о железных дорогах вообще, а также одним из первых сайтов Рунета.
Через некоторое время сайт был переименован в «Паровоз ИС» и переведён на английский язык. В СССР действительно выпускался паровоз с таким названием (ИС, сокращение от «Иосиф Сталин»), и этот паровоз считался одним из лучших советских паровозов, гордостью советской паровозостроительной промышленности.
Сайт номинировался на премию РОТОР. Длительное время был единственным наиболее полным справочником Рунета по теме российского железнодорожного транспорта. Из-за этого люди часто принимали его за сайт РЖД, в связи с чем на главной странице до сих пор находится предупреждение «Этот сайт не является официальным сайтом ОАО „Российские железные дороги“».

## Функциональность
«Паровоз ИС» является одним из крупнейших в мире железнодорожных сайтов. По данным на июнь 2016 года, на сайте имеется 397 тысяч фотографий на железнодорожную тематику, 4 тысячи фотографий разобранных и заброшенных линий, 50 тысяч фотографий узкоколейных железных дорог, 47 тысяч фотографий железных дорог всего мира и 48 тысяч фотографий городского транспорта, карты и схемы (включая первую в Сети подробную схему железных дорог постсоветского пространства), расписания (включая первые в Сети полные интерактивные расписания поездов по России, СНГ и Прибалтике), новости, аналитические статьи, справочник технической и исторической информации о железных дорогах, анекдоты и многое другое. Обширная коллекция ссылок на ресурсы Интернета, посвященные железным дорогам и метрополитенам СССР, собрана в «Железнодорожном кольце». К сайту прилагается энциклопедия «Младший брат» об узкоколейных железных дорогах постсоветского пространства.

## Политическая позиция
После событий на Украине 2014 года администрация сайта отказалась от первоначальной рубрикации регионов стран бывшего СССР в своих фотогалереях по многоуровневому стандарту («страна/регион»), оставив только названия регионов. В 2019 году администрация сайта не признала переименование казахстанской столицы в Нур-Султан, в результате чего в каталоге поиска фотографий в фотогалерее по регионам она до сих пор обозначена под старым названием «Астана».

## Упоминания «Паровоза ИС»
- 26 июля 1997 года «Паровоз ИС» попал в «Русские кружева».
- 19 ноября 1997 года небольшая статья о сайте была напечатана в «Известиях».
- 14 мая 1998 года сайт был ссылкой дня сети «Гласнет».
- 17 сентября 1998 года в статье Trainspotters Come In From Cold англоязычной газеты The Moscow Times упоминался автор сайта «Паровоз ИС».
- В ноябре 1998 года «Паровоз ИС» упоминался в «Подводной лодке».
- 20 мая 1999 года о сайте писал Паравозов-News.
- 3 декабря 1999 года о «Паровозе ИС» писала «Листовка».
- В марте 2000 года сайт попал в газету Октябрьской железной дороги «Партнёр».
- В августе 2000 года «Паровоз ИС» попал в обзор сайта Orientation.Ru.
- В марте 2001 года сайт отмечен в Открытом каталоге в разделе «World: Russian: Досуг: Поезда и Железные дороги».
- В октябре 2001 года на сервере Pro-MPS.ru вышел обзор сайта.